# Acuerdo de Esquipulas
El Acuerdo de Paz de Esquipulas fue una iniciativa hecha a mediados de la década de los 80's para resolver los conflictos militares que plagaron América Central por muchos años, y en algunos casos (Guatemala principalmente) por décadas. Este acuerdo fue construido sobre el territorio trabajado por el Grupo Contadora de 1983 a 1985.
El acuerdo tiene su nombre por la localidad de Esquipulas, Guatemala, donde tuvieron lugar las reuniones iniciales.

## Declaración de Esquipulas
El 25 de mayo de 1986 tuvo lugar la reunión "Esquipulas I" a la que asistieron cinco presidentes de Centroamérica, en la que se propuso "la creación del Parlamento Centroamericano para reforzar la participación democrática y pluralista en el proceso"  y establecer con Esquipulas II en 1987 el procedimiento para conseguir la paz firme y duradera en la región.
Durante 1986 y 1987 fue establecido el Proceso de Esquipulas, promovido por el presidente Vinicio Cerezo de Guatemala, en el cual los jefes de Estado de Centroamérica acordaron una cooperación económica y una estructura básica para la resolución pacífica de los conflictos. De ahí emergió el "Acuerdo de Esquipulas II" firmado en la Ciudad de Guatemala por el presidente de Guatemala Vinicio Cerezo, el presidente de El Salvador José Napoleón Duarte, el presidente de Nicaragua Daniel Ortega, el presidente de Honduras José Azcona Hoyo  y el presidente de Costa Rica Óscar Arias Sánchez el 7 de agosto de 1987.

## Acuerdo de Esquipulas II
El Acuerdo de Esquipulas II definió un número de medidas para promover la reconciliación nacional, el final de las hostilidades, la democratización, las elecciones libres, el término de toda asistencia para las fuerzas militares irregulares, negociaciones sobre el control de armas y la asistencia a los refugiados. También sentó las bases para los procedimientos de verificaciones internacionales y proveyó de una agenda para su implementación.
El Gobierno de los Estados Unidos se negó a reconocer este acuerdo debido al reconocimiento de facto del gobierno electo democráticamente de Nicaragua (régimen Sandinista), el cual el gobierno estadounidense rechazaba como ilegítimo y no democrático. Aunque el rechazo no tuvo efecto alguno sobre los acuerdos se afirma[¿quién?] que fue exitoso ya que en realidad fue un astuto ataque político al gobierno Sandinista de Nicaragua.[cita requerida] Eventualmente el acuerdo fue reescrito para satisfacer a todos los países involucrados.
En los años subsecuentes, el Acuerdo de Esquipulas II fundó las bases para el Acuerdo de Oslo de 1990 (no confundir con los Acuerdos de Oslo de 1993 entre el gobierno Israeli y la OLP). Este fue un acuerdo preliminar entre la Comisión de la Reconciliación Nacional de Guatemala (CNR) y la Unidad Revolucionaria Nacional Guatemalteca (URNG) que llevó al fin de más de tres décadas de conflicto armado en Guatemala. También sentó las bases del Acuerdo General de Paz de El Salvador.
Los Acuerdos de Esquipulas supusieron al presidente Óscar Arias la concesión del Premio Nobel de la Paz en 1987, debido a la habilidad política de negociación de Costa Rica. El presidente Cerezo ha declarado que el premio debió ser entregado a todos los presidentes firmantes, porque hicieron grandes esfuerzos para que los Acuerdos de Esquipulas se mantuvieran y tuvieran éxito.